# Steadfast Noon

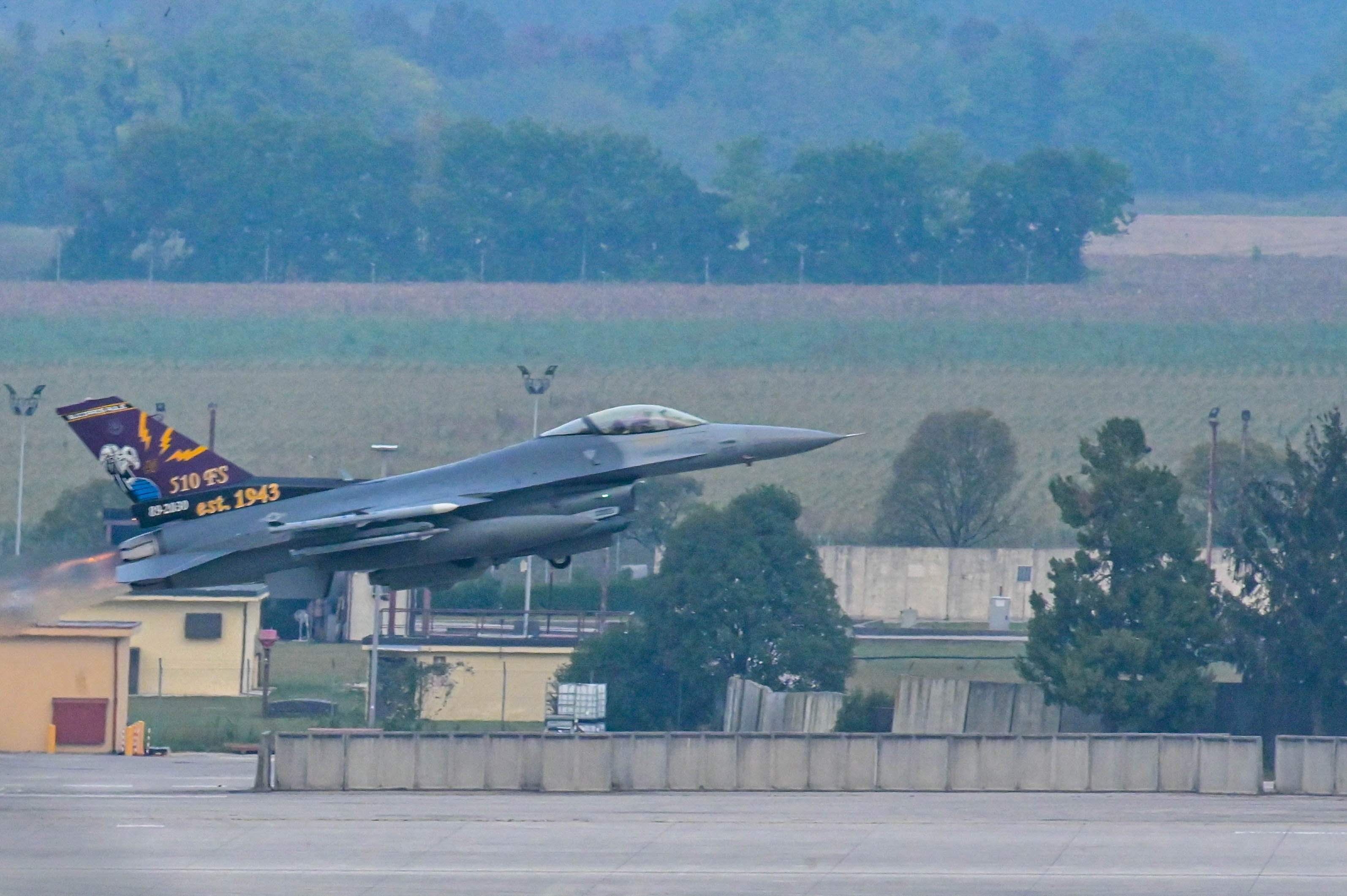
Eine F-16 Fighting Falcon der U.S. Air Force startet zur Übung Steadfast Noon in Norditalien, 13. Oktober 2023.

Steadfast Noon ist eine militärische Übung der NATO zur nuklearen Abschreckung, die jährlich im Oktober stattfindet und etwa zwei Wochen dauert. 
Die Übung beinhaltet das Verfahren des Einsatzes von taktischen Kernwaffen durch Kampfflugzeuge als Trägersysteme im Rahmen der nuklearen Teilhabe durch die Luftstreitkräfte. Geübt werden verschiedene Einsatzszenarien unter Einbeziehung von Feindbedrohung, der Unterdrückung oder Täuschung der gegnerischen Luftverteidigung einschließlich Luftbetankung und dem Schutz der Kernwaffenträger in der Luft. Der Gastgeber der Übung wechselt jährlich zwischen den Staaten der nuklearen Teilhabe, Belgien, Deutschland, Italien, der Niederlande und der Türkei. Große Teile der Übung sind geheim. Für Steadfast Noon wird eine Übungsversion der B61-Kernwaffe verwendet.
Wenn die Übung in Deutschland stattfindet, dann grundsätzlich beim taktischen Luftwaffengeschwader 33 auf dem Fliegerhorst Büchel. Eine Ausnahme war der Oktober 2023, da das Geschwader wegen umfassender Umbauten in Büchel auf dem Fliegerhorst Nörvenich stationiert war.

## Einzelübungen
- Im Jahr 2020 fand die Übung beginnend ab dem 16. Oktober 2020 statt und wurde von den Niederlanden ausgerichtet. Mit über 50 Flugzeugen wurde über dem Luftraum von Westeuropa und der Nordsee geübt.[6]
- Im Jahr 2021 fand die Übung beginnend ab dem 18. Oktober 2021 statt und wurde von Italien ausgerichtet. Teilnehmer waren 14 Staaten, die im Luftraum über Südeuropa übten.[7]
- Im Jahr 2022 fand die Übung vom 17. bis zum 30. Oktober 2022 statt und wurde von Belgien ausgerichtet. Teilnehmer waren 14 Staaten mit bis zu 60 Flugzeugen verschiedener Muster, die im Luftraum über Belgien, der Nordsee und dem Vereinigten Königreich übten.[8]
- Im Jahr 2024 war der Beginn der Übung für den 14. Oktober 2024 angesetzt mit Flügen von 60 Flugzeugen vor allem über dem Vereinigten Königreich, der Nordsee, Belgien und den Niederlanden.[9]